# Zu Rhein

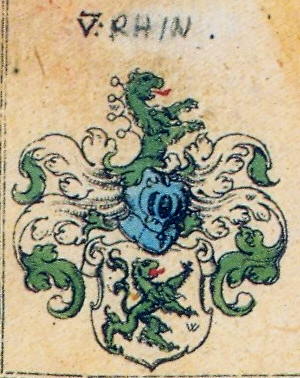
Wappen der Familie in Siebmachers Wappenbuch (1605)

Zu Rhein (auch: ze Rhin, ze Rin, ze Rine, de Reno) ist der Name eines oberrheinischen Ministerialengeschlechts, das seit dem 12. Jahrhundert bezeugt ist.

## Geschichte
Die älteste bekannte Nennung der Zu Rhein datiert von 1164. Sie waren Bürger von Basel und gehörten zur Adelsgesellschaft der Psitticher. Seit etwa 1260 gab es eine Breisgauer Linie der Familie. Die im Raum Basel verbliebene Linie nannte sich zu Rhein von Häsingen. Zu Beginn des 14. Jahrhunderts etablierte sich eine weitere Nebenlinie im elsässischen Mülhausen. Aus dieser Linie ging später noch ein bayerischer Zweig hervor.

## Bedeutende Familienmitglieder
- Burkhard zu Rhein († 1432/46), Bürgermeister von Basel
- Clara zu Rhein († 1455), Priorin des Basler Klosters Klingental
- Friedrich zu Rhein († 1451), Bischof von Basel
- Friedrich von Zu Rhein (1802–1870), königlich bayerischer Jurist und Verwaltungsbeamter
- Kaspar zu Rhein (1433–1502), Bischof von Basel
- Ludwig Freiherr Zu Rhein (1833–1914), königlicher Kämmerer und Mitglied des Deutschen Reichstags
- Philipp von Zu Rhein (1809–1870), Regierungspräsident von Oberbayern
- Maria Franzisca zu Rhein, 1664–1677 Äbtissin des adligen Damenstifts Schänis und damit Fürstin des Heiligen Römischen Reiches
- Maria Anna Sussana zu Rhein, 1701–1711 Äbtissin des adligen Damenstifts Schänis und damit Fürstin des Heiligen Römischen Reiches
- Maria Anna Franzisca zu Rhein, 1735–1763 Äbtissin des adligen Damenstifts Schänis und damit Fürstin des Heiligen Römischen Reiches
- Maximilian Joseph Freiherr von Zu Rhein (1780–1832), von 1826 bis 1832 Regierungspräsident von Unterfranken.